# Markus Pink
Markus Pink (* 24. Februar 1991 in Klagenfurt) ist ein österreichischer Fußballspieler.

## Karriere
Der Stürmer begann seine Karriere bei FC Ochsendorf in Kärnten. 2005 wurde er zuerst leihweise und ein Jahr später als Fixverpflichtung von FC Kärnten in die Jugendmannschaft geholt. 2007 wechselte er in die Jugendabteilung von SK Austria Kärnten.
2008 wurde er in den Amateurkader übernommen, nach zwölf Spielen und drei Toren kam er 2008 in den Kader der Bundesligamannschaft. Der Stürmer gab sein Debüt in der höchsten österreichischen Spielklasse am 5. April 2009 gegen den SK Rapid Wien. Er wurde in der 69. Minute für Wolfgang Mair eingewechselt. Das Spiel endete 2:4.
Nach dem Konkurs der Austria wechselte er 2010 in die Regionalliga zum SK Austria Klagenfurt. Dort bestritt er 24 Spiele und erzielte drei Tore. Im Sommer 2011 ging es eine weitere Stufe hinunter in die Landesliga Kärnten zum ASKÖ Köttmannsdorf.
Im Sommer 2012 wagte er einen erneuten Anlauf im Profifußball, als er zum First Vienna FC in die Erste Liga wechselte. Dort trug er wesentlich zum Klassenerhalt bei. Nachdem sein Trainer Alfred Tatar im Sommer 2013 zum Bundesliga-Absteiger SV Mattersburg gewechselt war und dort Goalgetter Patrick Bürger durch einen Kreuzbandriss ausgefallen war, holte ihn sein Ex-Trainer zum Transferschluss der Sommerperiode 2013 zu den Burgenländern.
Zur Saison 2018/19 wechselte er zum SK Sturm Graz, bei dem er einen bis Juni 2020 laufenden Vertrag erhielt. Nach 32 Bundesligaspielen für Sturm wechselte er im Jänner 2020 zum Ligakonkurrenten FC Admira Wacker Mödling. Bis Saisonende kam er zu zehn Bundesligaeinsätzen für die Niederösterreicher. Zur Saison 2020/21 kehrte er zur inzwischen zweitklassigen Austria Klagenfurt zurück, bei der er einen bis Juni 2023 laufenden Vertrag erhielt. In seiner ersten Saison absolvierte er alle 30 Zweitligaspiele, in denen er 18 Tore erzielte. Mit Klagenfurt erreichte er die Aufstiegsrelegation, in der der Klub gegen den SKN St. Pölten in zwei Spielen insgesamt mit 5:0 gewann, Pink erzielte drei Tore, und damit in die Bundesliga aufstieg.
Im Oberhaus machte der Angreifer in der Saison 2021/22 in 30 Partien zwölf Tore. In der Saison 2022/23 erzielte er im Grunddurchgang in 22 Spielen 16 Tore und war damit bester Torschütze der Liga. Anschließend wechselte er im April 2023, kurz vor seinem Vertragsende, allerdings nach China zum Shanghai Port FC. Für Shanghai absolvierte er 15 Partien in der Chinese Super League, in denen er zwei Tore erzielte. Mit dem Team wurde er zu Saisonende Meister. Nach der Saison 2023 verließ er die Chinesen aber wieder und wechselte anschließend im Jänner 2024 nach Deutschland zum Drittligisten SV Sandhausen. Für Sandhausen absolvierte er insgesamt 18 Spiele in der 3. Liga, in denen er fünfmal traf.
Im August 2024 kehrte Pink nach Österreich zurück und wechselte zum Bundesligisten Wolfsberger AC, bei dem er einen bis 2026 laufenden Vertrag erhielt.

## Erfolge
- Österreichischer Cupsieger: 2025